# ثنا إعجاز
ثنا اعجاز (بالبشتوية: ثنا اعجاز)‏ أو ثناء إعجاز، هي صحفية وناشطة في مجال حقوق الإنسان، وواحدة من قادة حركة بشتون تحفظ، تعمل على تعزيز دور المرأة في بناء السلام والمصالحة والنشاط الاجتماعي. وهي أيضًا عضو مؤسس في حركة واك، والتي تهدف إلى نشر الوعي السياسي بين نساء البشتون في باكستان وأفغانستان. كانت في السابق نائبة رئيس الجناح الشبابي لحزب عوامي الوطني.
عملت ثنا مذيعة في مؤسسة التلفزيون الباكستاني المملوكة للدولة لمدة عامين ونصف، ثم فُصلت من وظيفتها في 9 مايو 2018 بسبب نشاطها في حركة بشتون تحفظ.
في 9 فبراير 2020 خلال الذكرى السنوية الأولى لوفاة أرمان لوني اعتقلت قوات الأمن ثنا إعجاز، ورانجا لوني، وعارف صديق، وناشطات أخريات أثناء توجههن إلى موقع التجمع، إلا أن قوات الأمن أفرجت عنهم عندما تجمع نشطاء سياسيون خارج مركز الشرطة للاحتجاج.